# Adwan
Adwan (arab. عدوان) – miejscowość w Syrii, w muhafazie Dara. W 2004 roku liczyła 2487 mieszkańców.